# Bozó László (meteorológus)
Bozó László (Budapest, 1962. február 3. –) magyar meteorológus, egyetemi tanár, a Magyar Tudományos Akadémia rendes tagja. A levegőkémia, a levegőminőség és a légköri nyomanyagok kutatója, a környezetpolitikai szabályozás szakértője. 1995 és 2005 között az Országos Meteorológiai Szolgálat Légkörfizikai Intézetében az elemzőosztály vezetője. 2005 és 2007 között a szolgálat általános elnökhelyettese, majd 2011-ig elnöke.

## Életpályája
1980-ban érettségizett a budapesti Martos Flóra Gimnáziumban, majd sorkatonai szolgálatának letöltését követően az Eötvös Loránd Tudományegyetem Természettudományi Kar meteorológia szakán kezdte el egyetemi tanulmányait. Itt 1986-ban szerzett diplomát. Ezt követően az Országos Meteorológiai Szolgálat (OMSZ) Légkörfizikai Intézetében helyezkedett el, ahol az elemző osztály munkatársa lett. A hivatali ranglétrát végigjárva 1995-ben az osztály vezetőjévé nevezték ki. Az osztályt tíz éven keresztül vezette, mikor a szolgálat elnökhelyettes lett. 2007. november 15-én Dunkel Zoltán utódjaként megbízták az intézmény vezetésével. Pozícióját négy évig viselte, amikor felmentették tisztségéből és elődje, Dunkel Zoltán lett újra a szolgálat elnöke. Bozót ezt követően vezető főtanácsossá nevezték ki. OMSZ-es megbízásai mellett 1990 és 2002 között az Eötvös Loránd Tudományegyetem Természettudományi Karán levegőkémiai kurzusokat tartott vendégoktatóként. Emellett egyetemi tanári kinevezést kapott a Budapesti Corvinus Egyetem Kertészmérnöki Karára, ahol a talajtan és vízgazdálkodás tanszéken oktat, valamint 2002-től a Közép-európai Egyetemen környezetpolitikai szabályozást. Magyarországi állásain túl 1991 és 1993 között az ausztriai Laxenburgban található Nemzetközi Alkalmazott Rendszerelemzési Intézetnek volt vezető kutatója.
1994-ben védte meg a földrajztudomány kandidátusi, 2001-ben akadémiai doktori értekezését. Az MTA Meteorológiai Bizottságának lett tagja, 2005-ben elnöke. 2001 és 2007 között a Magyar Tudományos Akadémia Közgyűlésének képviselője volt, majd levelező, 2013-ban pedig rendes taggá választották. Bekerült az akadémia Környezettudományi Elnöki Bizottságába, valamint a Környezet és Egészség Osztályközi Állandó Bizottságába is. Akadémiai tevékenysége mellett 2002-ben az Országos Környezetvédelmi Tanács tagjává választották. Ezenkívül az ENSZ Európai Gazdaság Bizottság légköri nehézfémek munkacsoport szakértő bizottságában és a Nemzetközi Geodéziai és Geofizikai Szövetség (International Union of Geodesy and Geophysics) magyar nemzeti bizottságában is tevékenykedik. 1993 és 1998 között az Európai Tudományos és Technológiai Együttműködés levegőmodellezési projektjét vezette. 1994-től az Időjárás nevű angol nyelvű tudományos folyóirat szerkesztője. Több mint százhetven tudományos publikáció szerzője vagy társszerzője.
Fő kutatási területe a légkörkémia, ezen belül vizsgálatai elsősorban a légköri radioaktivitásra, a nehézfémek, a kénvegyületek és az ózon légkörbeli terjedésének modellezésére, a légköri szennyező nyomelemek háttér-koncentrációjára, mérési eljárásainak kidolgozására irányulnak.

## Díjai, elismerései
- Young Scientist Award (1989)
- Szádeczky-Kardoss Elemér-díj (1989, 1991, 1995)
- Bolyai-plakett (2004)
- Steiner Lajos-emlékérem (2005)

## Főbb publikációi
- A global model on the climatic effects of sulfur compounds and CO2 (társszerző, 1988)
- An evaluation of elemental concentrations in atmospheric aerosols over Hungary: regional signatures and long-range transport modelling (társszerző, 1990)
- Elemental composition of aerosol particles under background conditions in Hungary (társszerző, 1991)
- Elemental composition of atmospheric aerosol particles under different conditions in Hungary (társszerző, 1993)
- Historical surface ozone measurements in Hungary (társszerző, 1995)
- Formation and transport of tropospheric ozone in Hungary (könyvfejezet, társszerző, 1997)
- Composition and sources of urban and rural atmospheric aerosol in Eastern Europe (társszerző, 1999)
- Légköri nyomanyagok eredetének és mérlegének vizsgálata modellszámításokkal Magyarországon (1999)
- Estimation of historical lead (Pb) deposition over Hungary (2000)
- Saharan dust episodes in Hungarian aerosol: elemental signatures and transport trajectories (társszerző, 2004)
- Mercury distribution and speciation in Lake Balaton, Hungary (társszerző, 2005)
- Levegőkörnyezet – modellezés és megfigyelés (társszerző, 2006)
- Környezeti Jövőkép – Környezet- és Klímabiztonság (szerk., 2010)
- Meteorológiai szélsőségek és környezetbiztonság (2013)